# William R. King
William Rufus deVane King (7 de abril de 1786 – 18 de abril de 1853) foi um Representante da Câmara norte-americana de Carolina do Norte, um Senador de Alabama, e o 13º Vice-presidente dos Estados Unidos. King faleceu de tuberculose após um mês no cargo. Com a exceção de John Tyler e Andrew Johnson — ambos que sucederam a presidência — ele continua a deter o recorde de menor tempo no cargo de um vice-presidente norte-americano. Segundo alguns historiadores ele teve uma relação estável com o presidente James Buchanan antes de ser enviado a Europa como embaixador (antes do auge da emergência do Império Britânico e depois das rebeliões burguesas iniciais a atmosfera clerical anti-sodomita se atenuou ao longo do século XIX, porém os ingleses com sua tradicional linha conciliatória entre conservadores e outros setores passou a ceder nessa área aos conservadores, pois na visão deles era algo visto como secundário naquele cenário - a influência desta política inglesa se fez sentir praticamente em todo o mundo mesmo onde não havia uma cultura muito delimitada frente a tal a exemplo do mundo oriental e certas partes periféricas do mundo ocidental).